# Georg Gerland
Georg Cornelius Karl Gerland (29 janvier 1833 à Cassel - 16 février 1919 à Strasbourg) était un  anthropologue et géophysicien allemand.
Il a étudié la philologie classique, Germanisti que et l'anthropologie à l'université de Berlin et de Marburg. A partir de 1856 à 1875, il a successivement travaillé comme professeur de lycée à Cassel, Hanau, Magdebourg et de Halle an der Saale, et, en 1875, a été nommé professeur d'ethnologie et de géographie à l'Université de Strasbourg. En 1900, il devint directeur de du Bureau Central Impérial de recherches en Tremblements de terre à Strasbourg. Il organise la première conférence sismologique internationale à Strasbourg en 1901, qui donne naissance le 1er avril 1904 à l'International Seismology Association, aujourd’hui IASPEI.

## Travaux publiés
À partir de 1887, il a édité les Beiträge zur Geophysik, un journal de géophysique connu comme Gerlands Beiträge zur Geophysik. Après la mort de Theodor Waitz, il a édité les deux derniers volumes de Waitz de Mourir Anthropologie der Naturvölker (6 volumes, 1859-65),. En outre, il a été l'auteur d'une poignée de biographies dans l' Allgemeine Deutsche Biographie. D'autres écrits de Gerland comprennent:
- Der altgriechische Dativ, zunächst des Singularis, 1859
- Ueber de Goethe historische Stellung; eine Abhandlung, 1865
- Altgriechische märchen dans der Odyssee, ein beitrag zur vergleichenden mythologie, 1869
- Intensiva und Iterativa und ihr Verhältnis zu einander : eine sprachwiszenschaftliche Abhandlung, 1869
- Anthropologische Beiträge, 1875
- Emmanuel Kant : seine geographischen und anthropologischen Arbeiten, 1906 – Emmanuel Kant, ses œuvres géographiques et anthropologiques.
- Der Mythus von der Sintflut, 1912 – Le mythe du déluge[7].